# センチメンタルCANDY
『センチメンタルCANDY』（センチメンタルキャンディ）は、飯塚雅弓の16枚目のオリジナルアルバム。2013年8月28日にLantisから発売された。

## 概要
前作『いちご。』から1年ぶりとなる16枚目のアルバム。前作はアニメイトおよびランティスオフィシャル通販サイト・L-MARTでの限定販売であったが、本アルバムは全国発売となっている。これはランティスからリリースされるアルバムとしては初である。
8曲目「まゆみ」はKANの同名の楽曲をカバーしたもので、個人名義のアルバムとしては初のカバー曲となる。また、飯塚が好きな曲として挙げており、「支えられ、背中を押してもらった大切な想い出の曲」とコメントしている。
「キミとヒカリ」のミュージッククリップと本アルバムのメイキングムービーが収録したDVDが同梱。
本アルバム発売を控え、ワンマンライブ『センチメンタルCANDY pre-release Live』が2013年8月11日に池袋BlackHoleで開催された。また、本アルバムを携えて、ワンマンライブ『Straeberry センチメンタルCANDY 2013』が9月7日に高田馬場CLUB PHASEで開催された。

## 批評
CDジャーナルは、「瑞々しく、キュートな歌声が堪能できる」と評した。

## 収録内容
| #         | タイトル                       | 作詞               | 作曲       | 編曲               | 時間  |
| --------- | ------------------------------ | ------------------ | ---------- | ------------------ | ----- |
| 1.        | 「キミとヒカリ」               | 多田慎也、飯塚雅弓 | 多田慎也   | 宮崎誠             | 5:48  |
| 2.        | 「CANDY SKY」                  | 飯塚雅弓           | 宮崎誠     | 宮崎誠             | 3:52  |
| 3.        | 「瞬き」                       | 多田慎也           | 多田慎也   | ハマサキユウジ     | 5:09  |
| 4.        | 「SENTIMELODY」                | Satomi             | 山田智和   | 住谷翔平、山田智和 | 4:45  |
| 5.        | 「キミと逢いたい明日のために」 | こだまさおり       | 森谷康昭   | R・O・N            | 3:43  |
| 6.        | 「Milky way」                  | かの香織           | 吉田ゐさお | 吉田ゐさお         | 4:53  |
| 7.        | 「Shining Shining」            | 有里泉美           | 長谷川智樹 | 長谷川智樹         | 4:53  |
| 8.        | 「まゆみ」                     | KAN                | KAN        | 加藤みちあき       | 4:16  |
| 合計時間: | 合計時間:                      | 合計時間:          | 合計時間:  | 合計時間:          | 37:22 |

| #  | タイトル                                      | 作詞 | 作曲・編曲 |
| -- | --------------------------------------------- | ---- | ---------- |
| 1. | 「キミとヒカリ」(ミュージッククリップ)        |      |            |
| 2. | 「「センチメンタルCANDY」メイキングムービー」 |      |            |

## 参加ミュージシャン
| キミとヒカリ - Guitars & Programming：宮崎誠 - Drums：佐野康夫 - Strings：篠崎正嗣ストリングス CANDY SKY - All Instruments：宮崎誠 瞬き - All Instruments：ハマサキユウジ SENTIMELODY - Guitars & Programming：住谷翔平 - Bass：山田智和 | キミと逢いたい明日のために - Guitars & Programming：R・O・N - Strings：RUSH by 加藤高志 Milky way - Programming：吉田ゐさお - Guitars：ソン・ルイ - Piano：佐藤拓馬 - Bass：笠原"Durer"孝昭 - Drums：佐々木章 Shining Shining - All Instruments：長谷川智樹 まゆみ - Guitars & Programming：加藤みちあき - Piano：中西康晴 - Bass：竹下欣伸 - Drums:佐野康夫 - Trumpet & Flugelhorn：萩原和音 - Strings：RUSH by 加藤高志 |

## ワンマン日程
| 日付          | 都市 | 会場          |
| ------------- | ---- | ------------- |
| 2013年8月11日 | 東京 | 池袋BlackHole |

| 日付         | 都市 | 会場               |
| ------------ | ---- | ------------------ |
| 2013年9月7日 | 東京 | 高田馬場CLUB PHASE |